# Группа «Паладин»
Группа «Паладин» — ультраправая политическая организация, созданная в 1970 году бывшим офицером СС Отто Скорцени. Тесно связанная с Всемирной антикоммунистической Лигой, группа «Паладин» определяла себя, как военизированное крыло антикоммунистического сопротивления во время холодной войны.
Французский журнал Le Nouvel Observateur (рус. «Новое Обозрение») 23 сентября 1974 года обозначил группу как «странное временно существующее агентство наймитов» (фр. «étrange agence d’interim-barbouzes»); Генрик Крюгер называл её фашистской группой или неофашистской группой, при том, что Стюарт Кристи упоминал её исключительно как «группу консультантов в области безопасности».

## Создание организации
Группа «Паладин» была создана в 1970 году в городе Аликанте (Испания), её штаб находился на улице Альбуферета, 9. Основана полковником Отто Скорцени, бывшим командиром спецподразделения СС и членом разветвлённой организации ODESSA, объединившей в себе служащих СС, официально находящихся, а также полуофициально и неофициально укрывавшихся в Латинской Америке, Испании и других местах. Скорцени, руководивший многими спецоперациями Третьего рейха, укрылся от международного трибунала в Испании, по предоставлению защиты генералом Франсиско Франко. Его группа рекрутировала множество наёмников, бывших членов OAS.
Бывший сотрудник министра пропаганды Йозефа Геббельса доктор Герхард Хартмут фон Шуберт однажды заявил:

«…мы располагаем превосходно квалифицированными экспертами, (участвовавших) во многих миссиях по всему миру…»

Фон Шуберт занял пост главы группы Паладин после смерти Скорцени в 1976 году.

## Контакты группы
Помимо франкистской Испании, группа имела связи с салазарской Португалией, греческим Режимом «Чёрных полковников», равно как и с итальянскими организациями, и секретными анти-коммунистическими милитаристскими организациями НАТО времён холодной войны.. Группа «Паладин» также держала офисы в Цюрихе, Швейцария.
В соответствии с расследованием, предпринятым журналистом Мартином А. Ли (англ. Martin A. Lee), группа «Паладин» получала боевые задания от Полковника Агамемнона из греческих спецслужб «KYP», от Муаммара Каддафи, от спецслужб Южной Африки, а также как от анти-сионистской группы, возглавляемой Вадди Хаддадом (англ. Waddi Haddad), французских спецслужб при помощи посредничества, осуществляемого Жаком Фоккаром (который запрашивал и предоставлял кандидатуры исполнителей акций).

## Акции группы
- Декабрь 1973: группа Паладин организовывает теракт при помощи взрывного устройства, приведенного в действие в римском аэропорту им. Леонардо да Винчи, унёсшего жизни 32 человек.
- 1974: Захват ангольского региона Кабинда, богатого залежами нефти (до этого контролируемого прокоммунистическими повстанцами из МПЛА).
- 1974: уничтожение членов группировки ЭТА.
- 3 мая 1974 года: похищение Балтазара Суареса, директора Banco Bilbao Vizcaya Argentaria — испанской банковской группы. Похищение произошло в пригороде Парижа.
- Май 1976: Убийство генерала Хоакина Зентеньо Анайя, посла Боливии во Франции.